# Oliver Smithies
Pour les articles homonymes, voir Smithies.
Oliver Smithies est un généticien américain d'origine britannique qui a obtenu le prix Nobel de physiologie ou médecine en 2007 pour des travaux sur les cellules souches en collaboration avec l'Américain Mario Capecchi et le Britannique Martin Evans, né le 23 juin 1925 à Halifax (Yorkshire de l'Ouest, Angleterre) et mort le 10 janvier 2017 à Chapel Hill (Caroline du Nord).

## Biographie
Oliver Smithies a reçu en 2002 le prix Wolf de médecine puis en 2004, le prix Friedrich-Wilhelm-Bessel.